# El crit

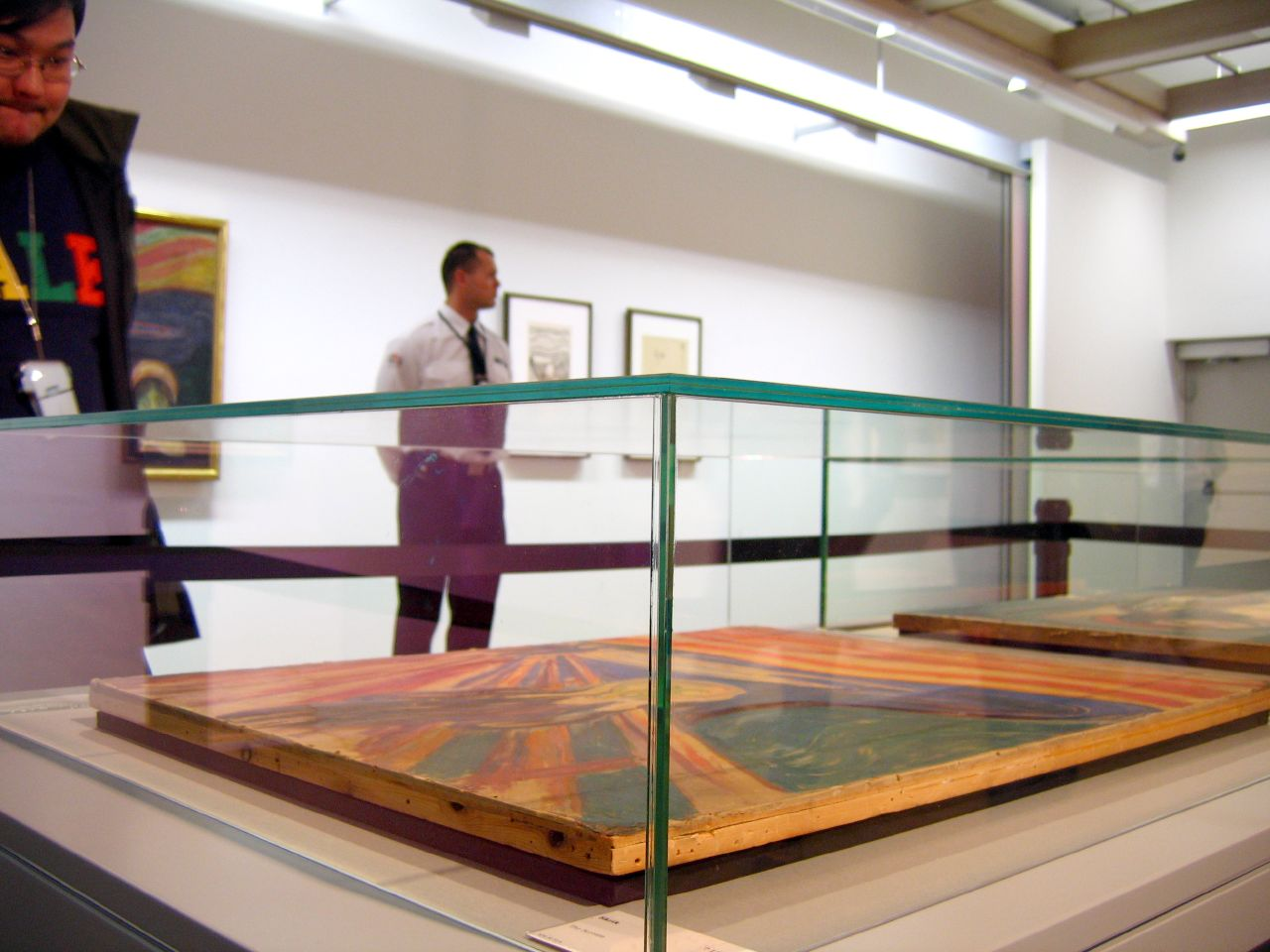
Mesures de seguretat especials per a la protecció dEl crit

El crit (Skrik en noruec) és l'obra més coneguda d'Edvard Munch. L'obra data del 1893, i s'engloba dins de l'estil expressionista. La tècnica utilitzada va ser l'oli i tremp sobre cartó de 91 cm × 73,5 cm. Actualment, l'original es troba a Nasjonalgalleriet (administrativament depenent del Museu Nacional d'Art, Arquitectura i Disseny) a Oslo, tot i que existeixen al voltant de 50 còpies.
El tema de l'obra gira entorn una persona en primer pla que llança un crit d'angoixa. El crit sembla que s'encomana a tot el que rodeja el protagonista: fa de la natura la caixa de ressonància de les pròpies sensacions.

## Fonts d'inspiració

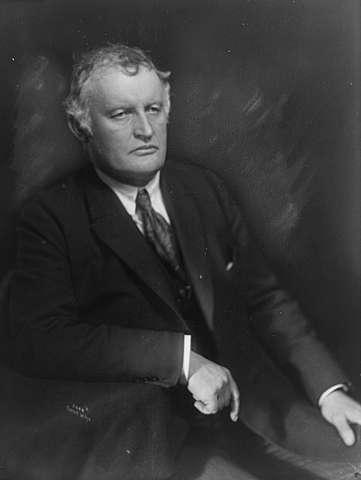
Eduard Munch, 1921

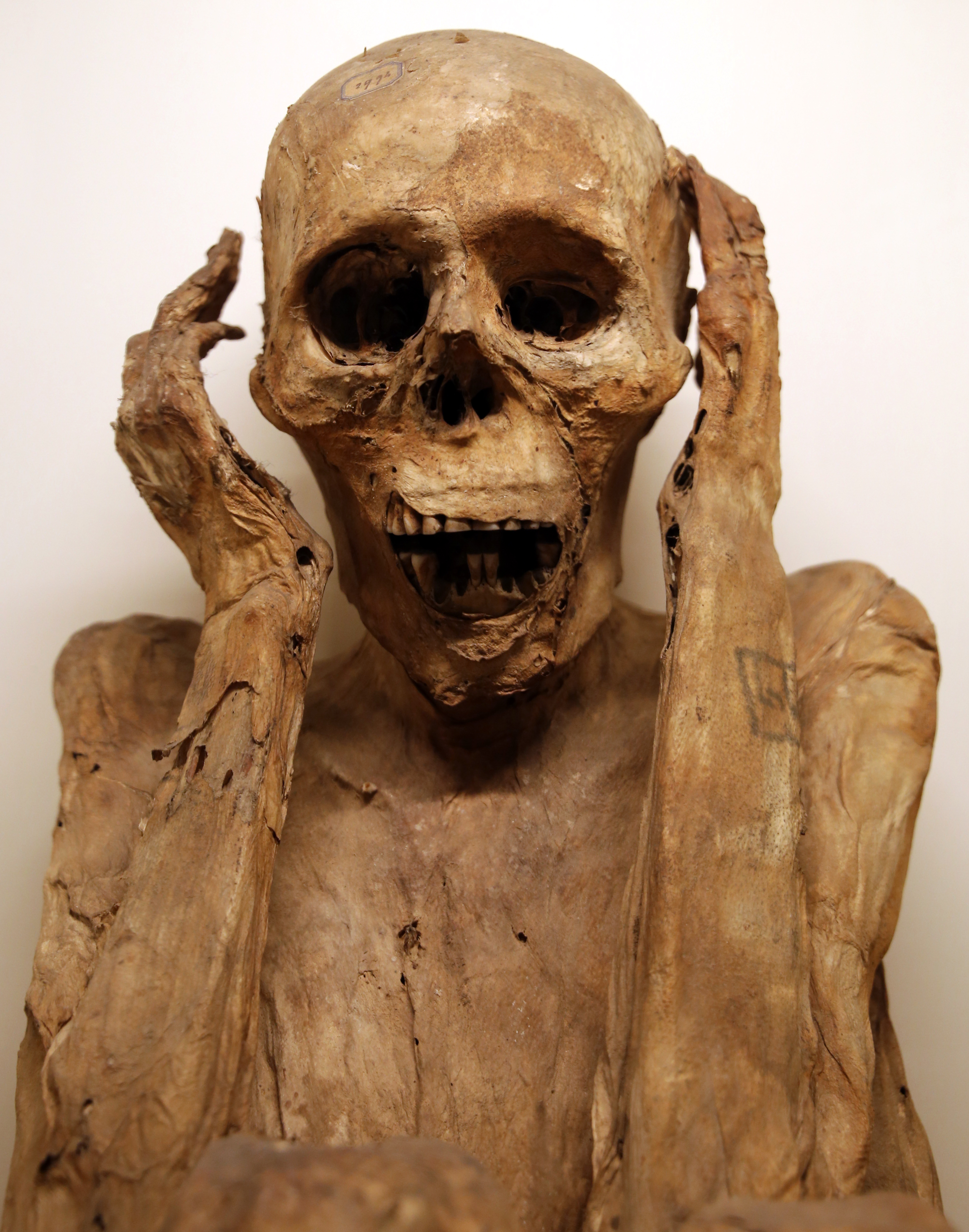
Una mòmia peruana a La Specola, Florència

## Versions

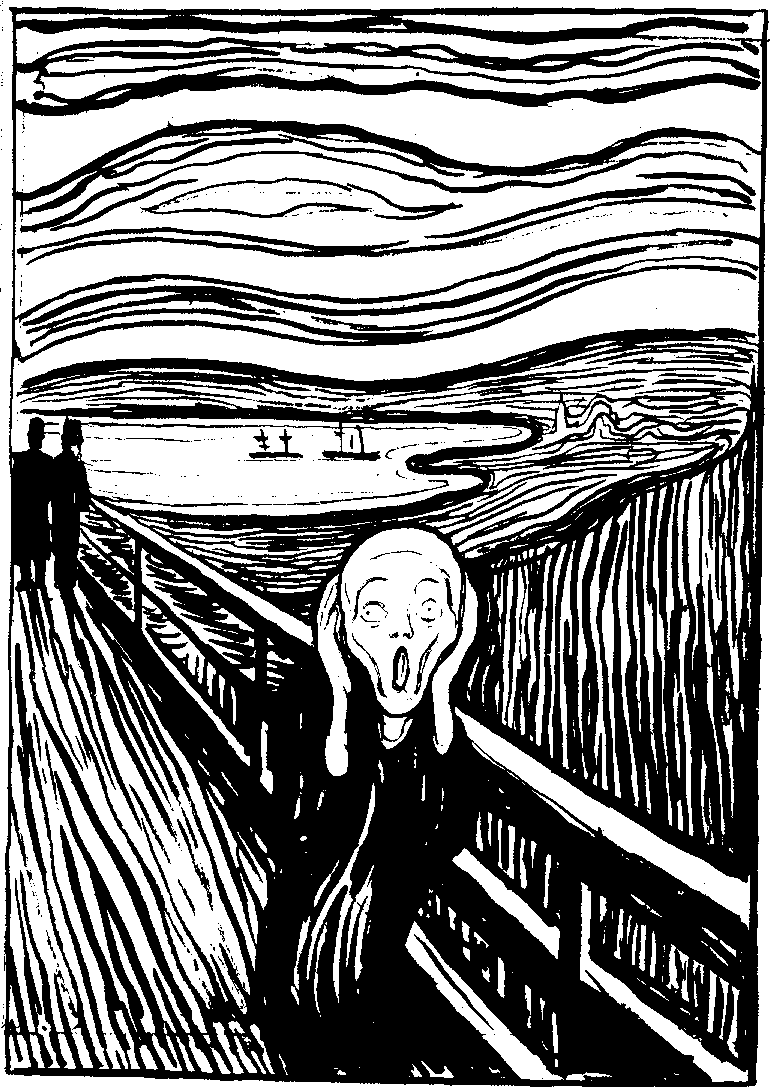
Litografia de 1895